# Bijeli svib
Bijeli svib (bijeli drijen, bijela svibovina, tatarski svib; lat. Cornus alba), listopadni grm iz porodice drjenovki ili svibovina rasprostranjen u srednjoj Europi, sjevernoj Aziji i Sjevernoj Americi.
Naraste do tri metra visine. Grane su mu crvenkaste uspravne, i slabo razgranate. Listovi su ovalni, na peteljci dugoj 2 do 5 cm., na jesen poprime tamnoljubičastu boju. Cvate u svibnju i lipnju bjelkastožućkastim cvjetovima. Plodovi su okruglaste bijele bobice koje dozrijevaju u rujnu, a znaju na granama ostat visjeti i preko zime.
Postoji više kultivara: “Sibirica”, “Aurea”, “Spaethii”

## Sinonimi
1. Cornus alba f. sibirica (Lodd. ex Loudon) Geerinck
2. Cornus alba var. sibirica Lodd. ex Loudon
3. Cornus dichotoma Raf.
4. Cornus hessei Koehne
5. Cornus pumila Koehne
6. Cornus purpurea Tausch
7. Cornus subumbellata Komatsu
8. Cornus tatarica Mill.
9. Swida alba (L.) Opiz
10. Swida alba var. argenteomarginata (Rehder) Moldenke
11. Swida alba var. sibirica (Lodd. ex Loudon) P.D.Sell
12. Swida hessei (Koehne) Soják
13. Swida pumila (Koehne) Soják
14. Swida subumbellata (Komatsu) Holub
15. Thelycrania alba (L.) Pojark.